# Gas Guzzlers: Combat Carnage
Gas Guzzlers: Combat Carnage è un gioco appartenente al genere Combat Racing, un misto tra un simulatore di guida ed uno sparatutto, è stato sviluppato da Pandora Studios e da Gamespires e pubblicato da FX Interactive uscito il 22 maggio 2012.

## Modalità di gioco
Con Gas Guzzlers: Combat Carnage si possono avere tre esperienze di gioco differenti. Con la prima modalità di gioco possiamo dilettarci in una corsa classica a giri contro altre 7 macchine pilotate dal computer, si ha a disposizione una barra di turbo che si ricarica in vari modi: con forti collisioni, con la distruzione di elementi del paesaggio come piante, coni arancioni, staccionate e galline e con il compimento di salti o derapate strepitose. inoltre si può avere a disposizione una serie di power-up che ristabiliscono la "salute" della macchina, ti permettono di piazzare mine o barili dell'olio per rendere più difficile la corsa agli altri giocatori.
Tutto ciò serve per riuscire a conquistare almeno la terza posizione sul podio tagliando il traguardo prima degli altri giocatori, in caso di mancata vincita non viene attribuito nessun premio in denaro. In questa modalità viene anche calcolato il tempo migliore e chi ha commesso più azioni "cattive". Tuttavia il vero divertimento lo possiamo trovare nella modalità Battle che consiste nel poter equipaggiare l'auto con armi di qualsiasi tipo per distruggere i propri avversari durante la corsa. Per facilitare l'utente nella fase di apertura del fuoco verso le altre vetture sullo schermo è presente un mirino con mira assistita e automatica che aiuta così a capire quando sparare e a selezionare il bersaglio.
In questa modalità si trovano altri power-up come ad esempio uno scudo temporaneo, scatole di munizioni e moltiplicatori di danni per essere più cattivi e potenti che mai. In questa modalità le possibilità di vincita sono due: o arrivi primo al traguardo oppure rimani l'ultima macchina in gara in seguito alla distruzione di tutte le altre. Essere distrutti in gara implica la perdita della partita. L'ultima modalità, il Knockout, ha tutte le caratteristiche della seconda ma si aggiunge un'eliminazione al termine di ogni giri di chi è in ultima posizione. Purtroppo però per iniziare a sparare in queste due modalità bisogna uscire dalla SAFE ZONE per entrare nella FIRE ZONE. In tutte le gare e le modalità in base alla posizione si ha un compenso in denaro e in punti esperienza, per poter avanzare di livello e di classifica con il proprio veicolo.

## Giocabilità
Per poter giocare è necessario avere un mouse e una tastiera, il mouse serve per muoversi nei menù e la testiera per gareggiare.  Dalla schermata principale si possono personalizzare le auto e scegliere le varie modalità di gioco. In tutte le modalità le vetture pilotate dal computer possiedono già buona parte delle armi e dei potenziamenti e infatti nelle prime gare ci si trova molto svantaggiati e si è costretti a ripeterle più volte per poter avere degli aggiornamenti alle armi e alle vetture che ti permettano di gareggiare al pari con gli altri.
Le difficoltà di gioco sono mal bilanciate, quando si gioca in FACILE è troppo semplice e banale vincere, se anche solo si passa alla modalità MEDIO vincere è già molto difficile e il fatto che non ci sia una via di mezzo tra le due difficoltà o ci si annoia o si fa troppa fatica. La progressione nel gioco è molto lenta. Il gameplay è semplice e intuitivo. I tracciati e le ambientazioni sono abbastanza diversi tra loro ma nessuno entusiasmante. Il numero di potenziamenti e bonus è elevato e ci si può sbizzarrire nella creazione della nostra auto migliore.